# Episodi di Grey's Anatomy (diciassettesima stagione)
La diciassettesima stagione della serie televisiva Grey's Anatomy, composta da 17 episodi, è stata trasmessa in prima visione assoluta negli Stati Uniti d'America da ABC dal 12 novembre 2020 al 3 giugno 2021, divisa in due parti: la prima parte (1-6) fino al 17 dicembre 2020, mentre la seconda parte (7-17) dall'11 marzo 2021.
In Italia la stagione viene trasmessa da Fox, canale a pagamento della piattaforma satellitare Sky, dal 24 novembre 2020, divisa in due parti: la prima parte (1-6) fino al 9 febbraio 2021, mentre la seconda parte (7-17) dal 20 aprile al 29 giugno 2021. In chiaro approda su La7 dal 1º novembre 2021.
Quattro episodi della stagione rappresentano un crossover con tre episodi della quarta stagione dello spin-off Station 19.
Giacomo Gianniotti (Andrew DeLuca), Jesse Williams (Jackson Avery) e Greg Germann (Tom Koracick) escono dal cast principale della serie nel corso della stagione. Gli attori Patrick Dempsey, Eric Dane, Sarah Drew, Chyler Leigh, T. R. Knight ritornano come guest star nel corso della stagione rispettivamente nei ruoli del dottor Derek Shepherd, Mark Sloan, April Kepner, Lexie Grey e George O' Malley. Nella versione italiana la voce di Lexie Grey viene cambiata in seguito alla morte della doppiatrice originale. 
| nº | Titolo originale                   | Titolo Italia                          | Prima TV USA     | Prima TV Italia  |
| -- | ---------------------------------- | -------------------------------------- | ---------------- | ---------------- |
| 1  | All Tomorrow's Parties             | Tutte le feste di domani               | 12 novembre 2020 | 24 novembre 2020 |
| 2  | The Center Won't Hold              | Il centro non regge                    | 12 novembre 2020 | 24 novembre 2020 |
| 3  | My Happy Ending                    | Il mio lieto fine                      | 19 novembre 2020 | 1º dicembre 2020 |
| 4  | You'll Never Walk Alone            | Non camminerai mai in solitudine       | 3 dicembre 2020  | 15 dicembre 2020 |
| 5  | Fight the Power                    | Combatti il potere                     | 10 dicembre 2020 | 22 dicembre 2020 |
| 6  | No Time for Despair                | Non c'è tempo per la disperazione      | 17 dicembre 2020 | 9 febbraio 2021  |
| 7  | Helplessly Hoping                  | Disperata speranza                     | 11 marzo 2021    | 20 aprile 2021   |
| 8  | It's All Too Much                  | È tutto troppo                         | 18 marzo 2021    | 27 aprile 2021   |
| 9  | In My Life                         | Nella mia vita                         | 25 marzo 2021    | 4 maggio 2021    |
| 10 | Breathe                            | Respira                                | 1º aprile 2021   | 11 maggio 2021   |
| 11 | Sorry Doesn’t Always Make It Right | A volte chiedere scusa non basta       | 8 aprile 2021    | 18 maggio 2021   |
| 12 | Sign O' the Times                  | Segno dei tempi                        | 15 aprile 2021   | 25 maggio 2021   |
| 13 | Good as Hell                       | Bello da morire                        | 22 aprile 2021   | 1º giugno 2021   |
| 14 | Look Up Child                      | Alza lo sguardo figliolo               | 6 maggio 2021    | 8 giugno 2021    |
| 15 | Tradition                          | Tradizione                             | 20 maggio 2021   | 15 giugno 2021   |
| 16 | I'm Still Standing                 | Sono ancora in piedi                   | 27 maggio 2021   | 22 giugno 2021   |
| 17 | Someone Saved My Life Tonight      | Qualcuno mi ha salvato la vita stasera | 3 giugno 2021    | 29 giugno 2021   |

## Tutte le feste di domani
- Titolo originale: All Tomorrow's Parties
- Diretto da: Debbie Allen
- Scritto da: Andy Reaser e Lynee E. Litt

### Trama
Aprile 2020: la COVID-19 è appena arrivata negli Stati Uniti e i medici del Grey Sloan non toccano il bisturi da settimane perché sono impegnati con i pazienti della nuova pandemia. Richard, completamente ristabilito, torna al lavoro, ma fa fatica ad ambientarsi in un ospedale che è diventato centro COVID e viene rimproverato da Miranda. Meredith fa snervanti turni in terapia intensiva e Maggie inizia a essere nervosa perché sta perdendo molti dei suoi pazienti; Winston cerca di aiutarla anche se sono distanti in quanto lui si trova a Boston. Tom, con il suo ruolo di Direttore Sanitario, affronta la pandemia in atto mostrandosi noncurante e ottimista, ma quando poi si rende conto di aver commesso un grave errore relativo all'ordinazione di ausili di protezione individuale, spendendo migliaia di dollari in soli copriscarpe, crolla, rivelando quanto il peso della situazione gravasse, in realtà, sulle sue spalle. Jo propone a Jackson di fare del sesso occasionale per sbloccare la propria situazione dopo l'abbandono da parte di Karev; Jackson, un po' perplesso, accetta, ma la sera, a casa di lui, Jo non riesce a mettere in atto i suoi propositi e scoppia a piangere. Meredith, Carina, Richard, Miranda e Maggie, dopo avergli detto quanto lo stimano come medico e per il modo in cui prende a cuore i pazienti, cercano di convincere DeLuca ad ammettere la propria malattia, a curarsi e a lottare per sé stesso. Nella sala d'attesa, scoppia un diverbio fra i padri di due ragazzi ricoverati entrambi in seguito a un incendio; nella zuffa rimane coinvolta la Bailey, che s'infortuna a un piede.
Ascolti USA: 5 930 000 telespettatori

## Il centro non regge
- Titolo originale: The Center Won't Hold.
- Diretto da: Debbie Allen
- Scritto da: Andy Reaser e Jase Miles-Perez

### Trama
Amelia Shepherd e Atticus Link affrontano la propria condizione di neogenitori. I rapporti tra Owen e Teddy sono tesi e imbarazzati. Dopo vari tentativi di colloquio, durante i quali Owen prova a offrire senza successo a Teddy la possibilità di dirgli la verità sulla relazione con Koracick, l'uomo le fa ascoltare il messaggio vocale e pone fine alla loro storia. Catherine convoca nel proprio ufficio Richard e Koracick, fa dimettere quest'ultimo da "capo dei capi", offrendogli tuttavia di rimanere a neurochirurgia come primario, e affida il suo incarico a Richard con il quale finalmente si riconcilia, dopo avergli chiesto scusa. Alla fine della giornata, Teddy tenta nuovamente di chiedere scusa a Owen, ma invano. Alla fine dell'episodio vediamo Meredith accasciata nel parcheggio dell'ospedale che viene soccorsa da Hayes. In stato di incoscienza, si vede su una spiaggia mentre da lontano Derek la chiama.
- Ascolti USA: 5 930 000 telespettatori[7]
- Note: questo episodio conclude un evento crossover che inizia con il primo episodio della quarta stagione di Station 19.

## Il mio lieto fine
- Titolo originale: My Happy Ending
- Diretto da: Kevin McKidd
- Scritto da: Meg Marinis

### Trama
Meredith viene ricoverata in ospedale con una diagnosi positiva per la COVID-19. Mentre il suo sistema respiratorio continua a deteriorarsi, lei entra ed esce dal suo sogno sulla spiaggia, in cui parla con Derek. Tom Koracick viene incaricato di formare un nuovo gruppo di tirocinanti, ma quando trascura il suo dovere di farlo, Richard prende il suo posto. Teddy lavora al caso di Meredith, anche se Maggie teme che i problemi personali della prima la distraggano dal fare bene il suo lavoro. Mentre Teddy più tardi cerca di scusarsi con Koracick, si scopre che anche lui è positivo alla COVID-19. Jo cura una donna incinta il cui bambino è collegato al suo fegato, mentre Jackson e Link eseguono un intervento su un terapista sessuale. Dopo che la Bailey chiede a Meredith di aggiornare le proprie disposizioni anticipate di trattamento, Meredith decide di affidare a Richard il compito di prendere le decisioni mediche che la riguardano. Amelia e Maggie sono entrambe preoccupate per il peggioramento della salute di Meredith e si rivolgono ai loro rispettivi fidanzati per un sostegno.
- Ascolti USA: 5 960 000 telespettatori[8]

## Non camminerai mai in solitudine
- Titolo originale: You'll Never Walk Alone
- Diretto da: Allison Liddi-Brown
- Scritto da: Julie Wong

### Trama
In questo episodio, Meredith è in stato di quasi costante incoscienza. Durante i suoi "sogni", incontra questa volta il suo amico e collega George, morto diversi anni prima.
Nel frattempo, Richard è chiamato a una decisione fondamentale per la vita di Meredith: visto che lei non migliora, la dottoressa Altman e il dottor DeLuca propongono il suo ingresso all'interno di un trial di sperimentazione. Richard è molto titubante, perché non sa se questo farà bene a Meredith o peggiorerà la situazione.
Tom Koracick si trova a fronteggiare il suo stato di positività alla COVID-19 con un atteggiamento di rifiuto, nonostante la sua situazione sembri aggravarsi.
Amelia discute con Link riguardo al modo di affrontare la situazione pandemica, mentre Maggie è alle prese con i problemi familiari del suo ragazzo. Entrambe sono comunque addolorate per la loro impotenza nei confronti di Meredith: non possono che stare a guardare mentre la loro sorella a stento respira.
- Ascolti USA: 5 840 000 telespettatori[9]

## Combatti il potere
- Titolo originale: Fight the Power
- Diretto da: Michael Watkins
- Scritto da: Zoanne Clack

### Trama
Meredith è ancora incosciente, le condizioni di Tom Koracick stanno migliorando; Ben chiama Miranda dicendole che c'è un'emergenza: la mamma della Bailey è ricoverata in terapia intensiva per COVID ed essendo affetta da demenza non riconosce la figlia che si sente in colpa per aver fatto trasferire i genitori anziani dall'altra parte del paese per averli più vicini.
Amelia torna al lavoro e Link si ritrova a casa da solo con Scout e i figli di Meredith; più tardi la madre di Miranda morirà. Alla fine dell’episodio viene mostrata una lista di deceduti da COVID-19.
- Ascolti USA: 5 690 000 telespettatori[10]

## Non c'è tempo per la disperazione
- Titolo originale: No Time for Despair
- Diretto da: Pete Chatmon
- Scritto da: Felicia Pride

### Trama
Miranda ha perso sua madre che era stata ricoverata al Grey Sloan a causa dell'infezione da COVID-19. In ospedale vengono ricoverate due ragazzine ferite in un incendio appiccato da loro per fuggire dalla casa di un uomo che le aveva rapite. Viene ricoverato anche il rapitore, anche lui ferito. Fuori dall'ospedale, Schmitt trova una donna dai capelli rossi che dice di essere stata derubata e chiede di essere visitata e in seguito, con l'aria un po' confusa, si aggira tra i corridoi. In realtà, sta cercando di rintracciare il rapitore. Meredith, dopo aver "dormito" per una settimana, si risveglia e scopre che anche il suo collega Tom Koracick è ricoverato in terapia intensiva. Quest'ultimo, dopo aver visto morire il suo compagno di stanza, è spaventato. Decide di andare a trovare Meredith e i due scherzano sul fatto che i due migliori medici dell'ospedale non possano lavorare poiché colpiti da COVID-19.  Dopo un paio d'ore, Meredith si accorge che uno dei pazienti in terapia intensiva è in arresto: si alza dal suo letto per aiutarlo in attesa che arrivino i medici, ma essendo troppo debilitata sviene tra le braccia di Helm. La terapia non ha funzionato. Jo Wilson, dopo aver fatto nascere un bambino, pensa di cambiare specializzazione. DeLuca riconosce fuori dall'ospedale la donna dai capelli rossi come la stessa persona coinvolta nel traffico di ragazze minorenni che era riuscita a fuggire tempo prima. Decide di seguirla da solo, ma la sorella Carina si unisce a lui. Alla fine dell'episodio, in seguito a un peggioramento delle sue condizioni di salute, Meredith viene intubata e trasferita nel pronto soccorso ora trasformato in terapia intensiva.
- Ascolti USA: 5 660 000 telespettatori[11]
- Note: questo episodio conclude un evento crossover che inizia con il quinto episodio della quarta stagione di Station 19.

## Disperata speranza
- Titolo originale: Helplessly Hoping
- Diretto da: Nicole Rubio
- Scritto da: Elisabeth R. Finch

### Trama
DeLuca viene portato d'urgenza al Grey Sloan dopo essere stato accoltellato dalla donna dai capelli rossi. Viene subito operato da Altman e Hunt a torace e addome. Meredith intanto è ancora intubata e continua a sognare la spiaggia, dove questa volta incontra Andrew, che nel frattempo sta lottando tra la vita e la morte in sala operatoria. Finita l'operazione, Andrew si risveglia e la buona notizia viene comunicata a Carina, mentre la donna sta pregando con Maya nella cappella dell’ospedale. Intanto si vede la paziente di Jo che viene messa in dialisi epatica, e supplica i medici di farle vedere la figlia prima che quest’ultima entri in sala operatoria dopo la scoperta di una cisti bronchiale. Vengono chiamati due codici blu, il primo per Val, la paziente di Jo, che dopo un’ora di tentativi di rianimazione muore. L’altro è per DeLuca, che a causa di una complicazione post-operatoria viene trasportato in sala d'urgenza e riaperto. Dopo quaranta minuti di tentativi di rianimazione a cuore aperto da parte dei due chirurghi, ne viene dichiarato il decesso alle 22:50. L'episodio termina con Andrew che saluta Meredith sulla spiaggia e poi corre da sua mamma, morta anni prima.
- Ascolti USA: 5 110 000 telespettatori
- Note: questo episodio conclude un evento crossover che inizia con il sesto episodio della quarta stagione di Station 19.

## È tutto troppo
- Titolo originale: It's All Too Much
- Diretto da: Debbie Allen
- Scritto da: Adrian Wenner

### Trama
Lo staff dell'ospedale fatica a venire a patti con la morte di Andrew DeLuca, con Teddy che subisce il colpo più duro quando vede visioni di lui in giro per l'ospedale. Alla commemorazione di Andrew, mentre ogni dottore gli rende omaggio in un video d'addio, Owen trova Teddy in uno stato quasi catatonico e la porta a casa. Bailey cerca disperatamente di trovare un modo con cui Andrew avrebbe potuto essere salvato, nonostante la squadra abbia fatto tutto il possibile. Dopo che Richard riconosce il comportamento di Bailey come lo stesso meccanismo di reazione alla morte di sua madre, Bailey decide di prendersi del tempo libero per riposare e soffrire adeguatamente. Maggie e Winston si occupano di un paziente affetto da afefobia, mentre Link ricorre all'alcol per affrontare lo stress di occuparsi di suo figlio e dei figli di Meredith. Nel frattempo, Meredith deve rimanere attaccata al respiratore nonostante i tentativi di Teddy, e sulla spiaggia vede Derek, con cui vuole stare fino a che Hayes non la spinge a combattere e a tornare nel mondo reale.
- Ascolti USA: 4 970 000 telespettatori

## Nella mia vita
- Titolo originale: In My Life
- Diretto da: Kevin McKidd
- Scritto da: Tameson Duffy

### Trama
Teddy si trova in uno stato post-traumatico dopo la morte di DeLuca. Restando ferma a letto ripensa a tutte le perdite che ha avuto nella sua vita: i genitori, Allison, Henry e DeLuca. Cerca in tutti i modi di cambiare il passato, fino a quando non immagina Meredith che la fa tornare alla normalità facendola risvegliare.
Owen, intanto, resta a casa a badare alla figlia mentre parla con Amelia. Quest'ultima lo sprona a perdonare Teddy, perché i recenti avvenimenti hanno evidenziato quanto gli sbagli che la donna ha commesso negli ultimi tempi siano il frutto di un PTSD: anche Owen, a suo tempo, a causa di questo problema ha ferito le persone che amava, e siccome è riuscito a venirne fuori proprio perché queste ultime non lo hanno abbandonato, adesso è giusto che non abbandoni Teddy.
- Ascolti USA: 4 990 000 telespettatori

## Respira
- Titolo originale: Breathe
- Diretto da: Linda Klein
- Scritto da: Mark Driscoll

### Trama
Meredith continua a fare sogni sulla spiaggia, questa volta incontra Lexie e Mark che continuano a ripetere che questo non è il suo momento per andarsene e che deve tornare dai figli. In ospedale intanto stanno per finire i respiratori, arrivano nuovi malati di COVID-19, in particolare una mamma e una figlia con sintomi gravi. Arriva inoltre la cognata di Hayes per dolori all'addome, e viene subito operata dalla dottoressa Fox, inizialmente tramite una tecnica laser, poi a seguito di una complicanza in laparotomia esplorativa. A Maggie e Winston a un certo punto viene in mente un'idea, ovvero così come loro due condividono gli auricolari, due persone possono condividere il respiratore, visto che la potenza lo consente, così da aumentare il numero di pazienti che possono usufruire del respiratore. Meredith alla fine viene staccata dal respiratore e inizia a respirare autonomamente, Winston a fine turno fa la proposta di matrimonio a Maggie, dandole però una via di fuga nel caso non voglia, visto che deve tornare a Boston per mettere a posto le ultime cose che sono rimaste lì.
- Ascolti USA: 4 550 000 telespettatori

## A volte chiedere scusa non basta
- Titolo originale: Sorry Doesn't Always Makes It Right
- Diretto da: Giacomo Gianniotti
- Scritto da: Julie Wong

### Trama
Una coppia appena sposata, coinvolta in un incidente d'auto il giorno della loro luna di miele, dà ai medici del Grey Sloan motivo di riflettere quando il marito si rende conto di aver affrettato il matrimonio troppo velocemente. Hayes lavora con Maggie sul cuore difettoso di un neonato, e cerca di convincerla a eseguire un intervento rischioso. Jackson si scontra con Alma Ortiz, studentessa fatta diplomare in anticipo per aiutare con la pandemia, la quale fa notare che Jackson, prenotando hotel per pazienti COVID-positivi con i propri soldi, sta togliendo spazi di vita accessibili ai residenti a basso reddito. Meredith, finalmente, si sveglia e dice a Richard che ha sentito Jo pensare di cambiare specialità, mentre la conversazione della Bailey con un paziente spinge Owen a perdonare Teddy. Nel frattempo, quando i genitori di Link sorprendono lui e Amelia portando i bambini a fare un viaggio in macchina per un giorno, Amelia e Link usano la casa vuota per discutere di un potenziale matrimonio alla luce della continua lotta di Amelia con la sobrietà. 
- Ascolti USA: 4 830 000 telespettatori

## Segno dei tempi
- Titolo originale: Sign O' the Times
- Diretto da: Michael Medico
- Scritto da: Jase Miles-Perez

### Trama
Richard e Hayes si uniscono ai protestanti di Seattle, in seguito all'uccisione di George Floyd. Hayes, che durante la protesta viene attaccato da un neonazista contromanifestante, si preoccupa per la sicurezza dei suoi figli. Jackson propone alla madre di fare dei test COVID gratuiti, ma lei elude la sua richiesta. Bailey tratta un uomo che, nonostante sia positivo alla COVID-19, rifiuta il trattamento perché crede che la pandemia sia una bufala. Nel frattempo, Maggie si preoccupa per Winston quando lui attraversa il paese per andare a vivere con lei a Seattle, dopo il loro fidanzamento, e Schmitt scorta Meredith (che sta ancora dormendo per lo più) alla camera iperbarica insieme con un altro dottore e al suo paziente.
- Ascolti USA: 4 980 000 telespettatori

## Bello da morire
- Titolo originale: Good as Hell
- Diretto da: Michael Watkins
- Scritto da: Zoanne Clack

### Trama
Mentre Teddy, Richard e Winston cercano di svegliare Meredith, nel sogno di lei Derek cerca di convincerla a lasciare la spiaggia e tornare dai suoi cari. Anche se Meredith è riluttante a dirgli di nuovo addio, alla fine si sveglia quando Zola la visita in ospedale davanti al resto dei medici. Nel frattempo, Link s'infastidisce quando Amelia intercetta il suo caso e lo prende per sé, e Jo cerca di convincere la Bailey a lasciarle cambiare specializzazione. Owen è in crisi dopo aver perso un paziente, mentre Schmitt e Bailey curano una donna che ha lasciato il suo lavoro aziendale in favore di uno stile di vita più libero. Teddy cerca senza successo di riconciliarsi con Owen, e Nico chiede a Schmitt di andare a vivere con lui, spingendo un sorpreso Schmitt ad andarsene senza una risposta.
- Ascolti USA: 4 810 000 telespettatori

## Alza lo sguardo figliolo
- Titolo originale: Look up child

### Trama
L'episodio inizia con Jackson che guida sotto la pioggia con una mano bendata mentre va a casa di April. I due cominciano a parlare mentre salta la corrente, e intanto Jackson ricorda l'incontro che ha avuto quella mattina con suo padre. Jackson infatti, dopo la discussione con sua madre è andato da suo padre a chiedere spiegazioni e hanno confezionato panini insieme; la conversazione, iniziata bene, ha iniziato a scaldarsi e il giovane si è ferito con l'affettatrice. Dopo aver lasciato suo padre, Jackson va a casa di sua madre e le dice che vuole trasferirsi a Boston per gestire la fondazione perché vuole cambiare le cose e lottare per i diritti delle persone di colore. Subito dopo va a casa di April e le chiede di andare a Boston insieme a suo marito Matthew perché non vuole lasciare sua figlia Harriet. Il mattino seguente April dice a Jackson che in realtà Matthew e sua figlia non sono andati a trovare sua sorella ma si sono separati perché lui non le ha mai davvero perdonato il fatto di averlo lasciato sull'altare, e infine accetta la proposta di Jackson, e tutti e tre si trasferiscono a Boston. 
- Note: la voce narrante dell'episodio è quella di Jackson.

## Tradizione
- Titolo originale: Tradition

### Trama
Jackson rivive il suo primo giorno al Grey Sloan mentre consegna le sue dimissioni alla Bailey, che non la prende bene. Meredith è in via di guarigione e i medici si stanno preparando per dimetterla. Teddy e Owen si riavvicinano, mentre Link e Amelia si disperano per rassettare la casa e farla trovare in ordine a Meredith. Jo indossa ufficialmente il camice rosa e Carina le farà da mentore finché non tornerà in Italia, la donna infatti ha deciso di tornare a casa per spargere le ceneri di Andrew, e dice anche che si sposerà con Maya. Koracick e Helm curano un capo tribù indiano che ha avuto un ictus, e Tom chiede a Jackson di poterlo aiutare nella sua missione a Boston. Maggie, Miranda e Richard aggiornano Meredith sulle ultime cose successe mentre lei dormiva, cercando di dirle della morte di DeLuca. Quando Webber e Bailey trovano il coraggio per parlarle, Meredith li sorprende dicendo che Andrew sta bene ed è con sua madre. Tutto lo staff del Grey Sloan si riunisce all'uscita dell'ospedale per applaudire Meredith che finalmente viene dimessa, quando però vanno a prenderla per scortarla fuori lei non è nella sua stanza e tutte le sue cose sono sparite. La Grey intanto è andata via da un'altra uscita insieme con Jackson che l'accompagna a casa dai suoi figli. 

## Sono ancora in piedi
- Titolo originale: I'm still standing

### Trama
Amelia torna al lavoro, ereditando anche i pazienti di Koracick, mentre la convivenza tra Jo, Levi e Tarin è difficile. Intanto un'assistente sociale si presenta al Grey Sloan per Luna, e Smith entra nella sperimentazione per il vaccino anti-COVID-19. Miranda va a trovare Meredith, e le dice che Ben ha un tumore. Maggie e Winston pianificano il loro matrimonio suscitando l'interesse di una paziente della Pierce. Jo vuole adottare Luna ma la sua domanda viene rifiutata a causa dei suoi precedenti penali. Amelia si trasferisce a casa di Link e lui le dice che vorrebbe altri figli. Meredith si preoccupa degli effetti che avrà il virus su di lei in futuro. Miranda offre a Meredith di gestire il programma di specializzazione e lei accetta. Levi e Nico tornano finalmente di nuovo insieme, e Amelia confessa a Owen di non volere altri figli perché non vuole perdere sé stessa. 

## Qualcuno mi ha salvato la vita stasera
- Titolo originale: Someone saved my life tonight

### Trama
Meredith torna al lavoro come capo degli specializzandi, non potendo ancora operare. Maggie e Winston organizzano una piccola cerimonia officiata da Richard, ma il padre di Maggie e la nonna di Winston interrompono le nozze dichiarandosi contrari. Alla fine i due convincono gli sposi ad aspettare perché non vogliono che la cerimonia si tenga nel giardino di Meredith con meno di dieci invitati ma vogliono celebrarli con una grande festa. Jo convince Link a prendere in affido Luna visto che lei non può farlo, ma Amelia non ne è entusiasta. Meredith decide di fare un'operazione semplice e portare gli specializzandi con sé. Durante l'intervento però si sente male e interviene la Pierce. Link ottiene l'affido di Luna ed è contento di fare pratica per un futuro bambino con Amelia, ma lei non gli ha ancora detto che non vuole altri figli. Link mostra a Jo tre anelli di fidanzamento, deciso a fare la proposta ad Amelia. Teddy, Owen, Amelia, Link, e i bambini festeggiano il Natale a casa di Meredith. Link si prepara per la proposta, ma tutti gli ospiti vengono distratti dalla neve in giardino, regalo per Teddy da parte di Owen, il quale s'inginocchia per chiederle di sposarlo. A partire da gennaio 2021 iniziano le prime vaccinazioni anti-COVID-19 per tutti i medici del Grey Sloan. Jo vende a Koracick le sue quote dell'ospedale per poter pagare un avvocato che l'aiuti con le pratiche di affidamento di Luna. La Bailey è contraria ai metodi di insegnamento di Meredith. Aprile 2021. Tutti i medici si ritrovano sulla spiaggia sognata fino a poco tempo prima da Meredith per celebrare il matrimonio di Maggie e Winston, officiato di nuovo da Richard. Durante il ricevimento Meredith e Teddy corrono in ospedale per un trapianto di polmoni. Jo intanto si trasferisce nella vecchia casa di Jackson insieme con la piccola Luna. Sulla spiaggia, Link dà a ognuno dei tre figli di Meredith un anello e lui ne ha un altro, quando arriva Amelia tutti e quattro aprono le rispettive scatole e lui s'inginocchia per fare la proposta. Amelia però non è felice come lui e non risponde, così Link richiude la scatolina, e poi va da Jo e le chiede ospitalità. Al Grey Sloan, Teddy e Meredith finiscono il trapianto e all'uscita dalla sala operatoria trovano tutto lo staff, compresi i medici che si trovavano al matrimonio, ad applaudire la Grey. 